# Marcin Wasilewski
Marcin Wasilewski (Krakkó, 1980. június 9. –) lengyel válogatott labdarúgó, jelenleg a Leicester City játékosa. Posztját tekintve jobb oldali védő.

## Pályafutása

### Klubcsapatban
Pályafutása során megfordult több lengyel csapatban is. Játékosa volt többek között a Hutnik Kraków (1999–2000), a Śląsk Wrocław (2001–2002), a Wisła Płock (2002–2005), az Amica Wronki (2005–2006) és a Lech Poznań (2006) együtteseinek. 
2007-ben Belgiumba, az Anderlechthez igazolt.
2009. augusztus 30-án egy Standard Liége elleni 1–1-re végződő mérkőzésen súlyos sérülést szenvedett. A mérkőzés 25. percében becsúszott Axel Witsel, a vendég Standard Liege középpályása elé, aki rátaposott Wasilewski lábára. Wasilewski becsúszó lába eltört, kicsavarodott, a futballistát sokkos állapotban vitték le a pályáról, a vétkest kiállította a játékvezető. Az orvosi vizsgálatok kimutatták, hogy Wasilewski sípcsontja és szárkapocscsontja több helyen is eltört.

### A válogatottban
A felnőtt válogatottban 2002-ben debütált. Részt vett a 2008-as Európa-bajnokságon.
Az Európa-bajnoki keretszűkítést követően a szövetségi kapitány Franciszek Smuda nevezte őt a 2012-es Eb-re készülő 23 fős keretébe.

## Sikerei, díjai
Anderlecht
- Jupiler League: (2009–10, 2011–12)
- Belga kupa: 2007–08
- Belga szuperkupa: 2007, 2010

Leicester City
- Championship bajnok: 2013-14
- Premier League bajnok: 2015-16